# Costi Ioniţă
Costi Ioniţă (rođen 14. sječnja 1978.) je rumunjski pjevač, tekstopisac i producent, poznat kao jedan od najslavnijih etničkih rumunjskih vokalista muzice orientale manele.
Rođen u Constanţi, počeo je svoju glazbenu karijeru pjevanjem rumunjske tradicionalne glazbe. Postao je slavan kao član pop boy benda Valahije, objavljivanjem nekoliko hitova. 1999.-te počeo je eksperimentirati s manele stilom, balkanskim glazbenim stilom, a 2000.-te surađivao je s manele pjevačem Adrianom Minuneom na Of, viaţa mea (O, moj živote), jednom od uspjeha žanra u Rumunjskoh. S raspadom Valahije 2002.-te, započeo je sa solo karijerom, koncentriranom na manele. U to vrijeme je surađivao s nekim dobro znanim manele pjevačima.
Njegov uspjeh izgleda neobično, jer on je jedon od nekoliko etničkih Rumunja. Usto, za razliku od ostalih Rumunja, Costi ne koristi pseudonim. Uz uspjeh s manele stilom, eksperimentirao je s drugim glazbenim stilovima, kao što su rock, dance i opera izbjegavajući da ga identificiraju s manele stilom ili da bude asociran s rumunjskom kulturom.
Kasnih 2000.-itih Costi Ioniţă proširio je svoj rad na Balkan i na Srednji Istok postigavši uspjeh u Turskoj i Saudijskoj Arabiji s pjesmom Ca la Amsterdam (Kao u Amsterdamu), uključujući kompilaciju iz 2010.-te. Također je obijavio nekoliko hitova u Bugarskoj, surađujući s lokalnim pjevačima
Od 2008.-e Ioniţă radi kao producent i tekstopisac pop-rock girl bandu Blaxy Girls. 2009.-e dosegao je finale rumunjske selekcije natjecanja za pjesmu Eurovizije s tri pjesme koje je kompozirao, jednu koju je sam ispjevao, jednu koju su otpjevale Blaxy Girls, a treću koju je ispjevala druga grupa, IMBA.
U srpnju 2007.-e osnovao je glazbeni kanal, Party TV, a u listopadu te godine njegova je kompanija primila licencu za druga dva glazbena televizijska kanala, jedan od njih, Mynele TV, određen za reproduciranje manele stila.
Bio je član glazbenog benda Sahara zajedno s bugarskom pjevačicom Andreom, član grupe koja je objavila nekoliko hitova i singlova uz Boba Sinclara i Shaggyja i jedan drugi s Mariom Winansom. 2011.-e, 2012.-e, 2013.-te i 2014.te sudjelovao u singlovima srpskih pjevačica Idemo na sve Ane Kokić, Devojka tvog druga, Bye bye i Devojački san Sandre Afrike te Rumba i Čiki liki lajla Viki Miljković i singlovima hrvatske pjevačice Nikol Bulat Strašno ti stojim i Hajde opa.